# エフゲニー・スヴェトラーノフ
エフゲニー・フョードロヴィチ・スヴェトラーノフ（ロシア語: Евге́ний Фёдорович Светла́нов、ロシア語ラテン翻字: Yevgeny Fyodorovich Svetlanov、1928年9月6日 - 2002年5月3日）は、ロシアの指揮者、作曲家、ピアニスト。

## 人物・来歴
1928年、モスクワ生まれ。
1944～1946年、音楽教育学校(現：グネーシン記念音楽学校)でピアノを学び、その後グネーシン音楽大学でニコライ・メトネルの弟子のマリア・グルヴィチャの下で学ぶ。その後で作曲をミハイル・グネーシンについて学ぶ。1951年にピアノ専攻で同音楽大学を卒業後、モスクワ音楽院に入学する。オペラ管弦楽指揮をアレクサンドル・ガウク、作曲をユーリ・シャポーリンについて学ぶ。1954年、音楽院第4学年の時からモスクワ放送交響楽団で指揮を開始する。
1955年からボリショイ劇場の指揮者となり、1963～1965年には主任指揮者。1965年からソ連国立交響楽団（現ロシア国立交響楽団）首席指揮者に就任。1979年からロンドン交響楽団客演指揮者も務めた。
2002年、逝去。73歳没。

## 指揮者・作曲家として
スヴェトラーノフは、グリンカ以降の全てのロシア・ソビエト連邦の交響楽を録音するという念願をあと一歩で果たせなかったが、かなりの数のライブ録音やスタジオ録音に成功した。スヴェトラーノフはロシア人の指揮者として、ロシア人による交響作品全曲をレパートリー化した最初の存在である。メロディアの「ロシアン・シンフォニック・アンソロジー」ほかロシア人の作曲家だけでアルバム数が100を超えている。
晩年は、運営を巡ってのロシア国立交響楽団との関係が悪化するにつれ、フリーの指揮者としてロシア外のオーケストラへの客演が増えた。オランダのハーグ・レジデンティ管弦楽団やスウェーデン放送交響楽団、NHK交響楽団などに客演している。その様子は、ラフマニノフの交響曲第2番、チャイコフスキーの三大バレエ曲集などのCDに記録されている。
作曲家としては、年齢的にはプロコフィエフやショスタコーヴィチより若いが、後期ロマン派音楽の伝統から脱しておらず、ピアニストとして得意としたラフマニノフやメトネルの影響を濃厚に受けている。代表的な作品として、交響曲第1番、ピアノ協奏曲、交響詩『赤いカリーナ』、ヴァイオリンと管弦楽のための『詩曲』などが挙げられる。スヴェトラーノフの作品は自身で指揮した録音が複数あるほか、師のガウクによる録音も現存する。

## エピソード等
小惑星(4135) Svetlanovはスヴェトラーノフの名前にちなんで命名された。